# Michael Scherz
Michael Scherz (* 11. September 1895 in Gainfarn; † 28. Mai 1982 Bad Vöslau) war ein österreichischer Politiker (SPÖ) und Weinhauer. Scherz war von 1954 bis 1964 Abgeordneter zum Landtag von Niederösterreich.
Scherz erlernte nach der Volksschule den Beruf des Zimmermanns, den er bis 1945 ausübte. Scherz diente zudem zwischen 1915 und 1918 im Ersten Weltkrieg und war zudem zwischen 1943 und 1945 dienstverpflichtet. Scherz wirkte zwischen 1924 und 1934 als Gemeinderat von Gainfarn, verlor sein Mandat jedoch im Zuge des Verbots der Sozialdemokratischen Partei. Nach dem Zweiten Weltkrieg war Scherz ab 1945 Vizebürgermeister von Bad Vöslau, zwischen 1950 und 1970 hatte er das Amt des Bürgermeisters inne. Scherz vertrat die SPÖ zudem vom 12. Juni 1954 bis zum 19. November 1964 im Niederösterreichischen Landtag.